# Jeżewo (Kętrzyn)
Jeżewo (deutsch Gut Jeesau oder Jeesau) ist ein Dorf in Polen in der Woiwodschaft Ermland-Masuren, das zur Gmina Kętrzyn (Landgemeinde Rastenburg) gehört.

## Geographie
Das Dorf liegt etwa 25 Kilometer südlich der Staatsgrenze Polens zur russischen Oblast Kaliningrad. Das Zentrum Kętrzyns liegt etwa sechs Kilometer östlich.

## Geschichte
Wann das heutige Jeżewo genau angelegt wurde, ist nicht bekannt. Im 15. Jahrhundert wird der Name als Gesaw überliefert, wobei die Bedeutung auf prußisch „gese“: Reiher zurückgehen dürfte, jedoch linguistisch nicht hinreichend geklärt ist. Im 16. Jahrhundert wurde erwähnt, dass das Dorf den von Gröbenow gehört. 1785 wurden in der Siedlung 17 Häuser gezählt, 1817 sind es nur noch 10, in denen 122 Menschen leben.
Am 30. September 1928 wurde der Gutsbezirk Jeesau zusammen mit dem Gutsbezirk Bannaskeim und den Heinrichshöfen im Amtsbezirk Jeesau zur Landgemeinde Bannaskeim zusammengefasst.
Im Januar 1945 marschierte die Rote Armee in die Gegend und damit auch in Jeesau ein. In der Folge wurde das Dorf Teil Polens.
1970 wurden 138 Einwohner registriert, denen ein Bibliothekspunkt zur Verfügung stand. Weiterhin bestand im Dorf eine vierklassige Grundschule.
1973, nach der Auflösung der Gromadas, wurde das Dorf Teil des Schulzenamts Gromki.

## Verkehr
Etwa einen Kilometer nördlich von Jeżewo verläuft die Wojewodschaftsstraße 592. Über diese kann in östlicher Richtung nach etwa sechs Kilometern Kętrzyn und in westlicher Richtung Bartoszyce erreicht werden.
Die nächste Bahnstation befindet sich in Kętrzyn.
Der nächste internationale Flughafen ist der Flughafen Kaliningrad etwa 100 Kilometer nördlich von Jeżewo auf russischem Hoheitsgebiet. Etwa 190 Kilometer westlich liegt der Lech-Wałęsa-Flughafen Danzig, welcher der nächste internationale Flughafen auf polnischem Staatsgebiet ist. 
Der Flughafen Szczytno-Szymany liegt etwa 65 Kilometer südlich von Jeżewo. Dort existiert seit 2006 kein öffentlicher Flugbetrieb mehr.